# Crossed Swords
Crossed Swords es un videojuego del género hack & slash y action RPG para arcade desarrollado por Alfa Denshi y publicado por SNK para Neo Geo MVS en 1990 y Neo Geo AES en 1991. Su gameplay es similar al FPS y beat 'em up de SNK de 1990, The Super Spy, pero con elementos de rol.
El juego tiene un cooperativo gameplay de dos jugadores en la misma pantalla. La perspectiva del juego puede ser considerada en primera persona o tercera-persona. El juego fue la inspiración del juego de 2010 Gladiador. Una secuela del juego llamado Crossed Swords 2 se lanzó en Japón el 2 de mayo de 1995 para Neo-Geo CD, y es uno de los pocos juegos diseñados específicamente para Neo-Geo CD.

## Jugabilidad
Crossed Swords requiere movimientos muy coordinados para progresar. La regla básica para el juego es defender antes que atacar. El jugador lleva arma y escudo. El ataque puede ser normal o con empujón. Un ataque mágico también puede ser utilizado. Los caminos a través del juego son varios y el jugador tiene una opción para pasar del primer al segundo capítulo libremente.

## Historia
En la tierra encantada de Belkana todo iba bien hasta que criaturas hostiles comenzaron a campar a por sus mieses. Además, desde lo más profundo de las montañas de Graisia, el Demonio Warlord Nausizz surgió y dirigió los ataques contra los pueblos. Aun así, un guerrero valiente llamado "The Knight of the Journey" llegó dispuesto a poner paz. Después de liberar Caterdragon, el caballero se dirigió al Castillo Pulista, cuando esta de charla con el rey un caballero negro secuestra a la princesa. El caballero va superando niveles y finalmente llega al Mundo del Diablo. A lo largo del juego es ayudado por los leales del reino. Como Nausizz es una especie de demonio honorable, queda impresionado con el progreso del caballero, así que devuelve a la princesa. Al final el caballero se queda a vivir en la corte. La paz puede volver a Belkana.

## Recepción
Cuando se lanzó Crossed Swords, Famicom Tsūshin puntuó la versión Neo Geo del juego con 24 puntos de 40.